# Коротконіжка азійська
Коротконіжка азійська (Ablepharus pannonicus) — вид ящірок родини сцинкових (Scincidae). Один із 19 видів роду. Поширений переважно у Західній і Центральній Азії. Мешканець аридних  передгір'їв та гір.

## Етимологія
Українська назва роду пов'язана з відносно короткими і слаборозвиненими кінцівками ящірок.
Наукова і українська назви виду пов'язані з основним регіоном поширення виду — Азією.
Назва на інших мовах: Asian Snake-eyed Skink (англ.; дослівно «азійський зміїноокий сцинк»); азиатский гологлаз (рос.).

## Опис
Має невеликий розмір — 9—11 см. Колір шкіри сірувато-оливковий або бурий. З боків ця ящірка має вузькі бурі смуги. Черево сірувате. Від ніздрів скрізь очі проходить бура смуга. Роздільні віки відсутні, поверхня очей закрита нерухливою прозорою оболонкою. У цього сцинка передлобної щитки відокремлені один від одного виступаючим кутом лобового щитка. Тіло у нього гнучке, веретеноподібне, лапки короткі. Рухи змієподібні. Луска гладка, при цьому спинна лиска трохи більше тієї, що на череві.

## Поширення
Ареал охоплює значні території: Туркменістан, Узбекистан, Таджикистан, Азербайджан, Південно-Східну Грузію, Передню Азію, зокрема Сирію, Іран, Ірак, Саудівську Аравію, Ємен, Пакистан, Північно-Східна Індію.

## Спосіб життя
Живе зазвичай у горах, піднімається до висоти 2500 м над рівнем моря. Полюбляє кам'янисті лугові ділянки. У передгір'ях ці ящірки мешкають у хащах, пагорбах, неподалік водоймищ. Ховається під камінням та в ущелинах.
Активний вдень. На зимівлю йде в жовтні — листопаді, пробуджується в другій половині лютого. Взимку в сонячні дні виповзає на каміння.
Харчується комахами, зокрема мурашками, бджолами, клопами, павуками, мокрицями, а також іншими безхребетними.
У цього виду сцинків відкладання яєць закінчується в липні. У кладці зазвичай 3—4 яйця довжиною близько 1 см.

## Охорона
Стан більшості природних популяцій виду в межах ареалу залишається більш-менш стабільним. Саме тому він, згідно Червоного списку МСОП, отримав охоронний статус «відносно благополучний вид».